# أمبوك بورنيوني
أمبوك بورنيوني (الاسم العلمي:Ompok borneensis) هو نوع من الأسماك يتبع جنس الأمبوك من فصيلة السلوريات.